# 快打旋風6
《快打旋風6》（大陸简称「街霸6」）是由卡普空開發和發行的格鬥遊戲，是快打旋風系列的第七部主要作品，於2023年6月2日在PlayStation 4、PlayStation 5、Windows和Xbox Series X/S上發布，2025年6月5日在任天堂Switch 2上發布。

## 登場角色
隆（Ryu，聲：高橋廣樹）
本作中留鬍子，上半身穿袈裟，並穿上草鞋。
路克·沙利文（Luke Sullivan，聲：前野智昭）
前作《快打旋風V》最後的DLC追加角色，原美國陸軍特殊部隊的綜合格鬥家。
在美國大都會市任職PMC巴克勒公司，擔任教官教導新人們。
傑米·肖（Jamie Siu，聲：武内駿輔）
崇敬李陰與李陽兄弟的青年格鬥家。
將路克視為自己的勁敵對手。
春麗（Chun-Li，聲：折笠富美子）
原ICPO調查員，黑月事件受害人麗芬的監護人。如願以償擊潰影羅之後開設功夫教室，與鎮上居民關係和睦。
蓋爾（Guile，聲：安元洋貴）
美國空軍軍人。
金伯莉·傑克森（Kimberly Jackson，聲：東山奈央）
武神流第39代傳承者·凱的不請自來徒弟。因為某些原因立志成為忍者，非常喜歡80年代的流行文化，其不倫不類的戰鬥風格與廁所(版邊)壓制相得益彰， 優秀的拳腳幀數又無厘頭的招式讓她變成2025年EWC最嫌惡的對戰場面。
韓蛛俐（Juri，聲：喜多村英梨）
喜歡看見人們鬥爭與苦惱，至高喜悅是把對戰對手破壞殆盡的享樂家。
但復仇對象貝卡已死的現在，過著每天鬱悶的日子。
肯·馬斯達斯（Ken Masters，聲：岸祐二）
前全美格鬥冠軍，也是前馬斯達斯財團的副理事長。因某事件令自己蒙上嫌疑，並隱居於某地。
布蘭卡（Blanka，聲：上田祐司）
心地善良的大自然戰士。目前擔任探險旅遊的導遊，和母親一同生活。
達爾西姆（Dhalsim，聲：江川大輔）
印度的修行僧侶，也是瑜伽大師。
江戶主水本田/埃德蒙本田（E.Honda，聲：永野善一）
為了將相撲推廣至國際而戰鬥的相撲選手。現是「相撲茶屋・江戶紋」的老闆，在美國大都會市開設相撲茶屋分店。
迪傑（Dee Jay，聲：濱田賢二）
舞曲界的國際巨星。
瑪濃（Manon，聲：福原綾香）
拿下世界大賽冠軍的柔道家，也是超級名模。懷抱崇高的理想，不斷磨練自己的美麗尋求者。
瑪麗莎（Marisa，聲：齋賀光希）
繼承古希臘歷史的潘克拉辛鬥士，同時是位珠寶設計師。小時曾見過鼎盛時期鬥競場的幻覺。同時有著豪爽奔放的笑容和纖細的審美觀。
JP（聲：杉田智和）
建立國際非政府組織，在多項開發投資計劃中取得成功的事業家，為小國納夏爾帶來現在繁榮景象。本名是約翰・彼得羅維奇（ヨハン・ペトロビッチ，Johann Petrovich）。
桑吉爾夫（Zangief，聲：三宅健太）
有著「紅色旋風」別名的巨漢職業摔角手。
莉莉·霍克（Lily Hawk，聲：釘宮理恵）
繼承桑塔福特一族古老血統的女孩。具有和居住在自然界的精靈溝通的能力，在精靈的引導下到世界各地旅行。
嘉米（Cammy，聲：澤城美雪）
英國特種部隊紅色三角洲部隊的隊員。在與自己淵源頗深的影羅作戰時立下戰功。

### DLC追加角色
拉希德（Rashid，聲：新垣樽助）
第一季DLC追加角色，於2023年7月24日配信，前作《快打旋風V》的登場角。
阿鬼（A.K.I.，聲：田村睦心）
第一季DLC追加新角色，於2023年9月27日配信，前影羅幹部方的門下弟子毒師，喜歡稱呼方為老師。
艾德（Ed，聲：吉野裕行）
第一季DLC追加角色，於2024年2月27日配信，前作《快打旋風V》的登場角，與夥伴們為尋找待救援的實驗體而分散行動。
豪鬼（Gouki/Akuma，聲：武虎）
第一季DLC追加角色，於2024年5月22日配信，髮色變白，上半赤裸，瞬獄殺演出重現中平正彥的官方漫畫「RYU FINAL」的分鏡。
貝卡（Vega/M. Bison，聲：楠大典）
第二季DLC追加角色，於2024年6月26日配信，《快打旋風2》登場角色。
於《快打旋風V》的真實故事最後被隆消滅而敗亡，本作卻復活，但失去其相關記憶。
泰瑞·伯格（Terry Bogard，聲：近藤隆）
第二季DLC追加角色，於2024年9月24日配信，跨界參戰角色，SNK的餓狼傳說系列主角。
聽聞泡泡咖啡廳要開分店，而特地來到大都會市。
不知火舞（Mai Shiranui，聲：小清水亞美）
第二季DLC追加角色，於2025年2月5日配信，跨界參戰角色，SNK的餓狼傳說系列女主角。
因收到安迪的來信表明有事無法陪她自己，雖稍微不滿，但聽聞泡泡咖啡廳要在大都會市開分店，也猜想安迪可能會去大都會市，所以特地來到大都會市尋找泡泡咖啡廳的分店。
艾蓮娜（Elena，聲：藤田咲）
第二季DLC追加角色，於2025年6月4日配信，《快打旋風3》登場女主角。
沙加特（Sagat，聲：遠藤大輔）
第三季DLC追加角色，於2025年8月5日配信，《快打旋風》登場角色。
深紅毒蛇
第三季DLC追加角色，《快打旋風Ⅳ》登場女主角。
艾力克斯（Alex）
第三季DLC追加角色，《快打旋風3》登場主角。
英格麗特
第三季DLC追加角色，原本是《卡普空群星格鬥(Capcom Fighting All Stars)》的新女主角，但該遊戲中止開發後便在《Capcom Fighting Jam》及《快打旋風ZERO3 DOUBLE UPPER》中登場。

### 世界巡遊登場角色
化身（聲：市來光弘、岩崎諒太、大塚剛央、白石兼斗、本橋大輔、松本忍、小上裕通、福松進紗〈男性〉；本泉莉奈、風間萬裕子、矢作紗友里、石上靜香、榎吉麻彌、相川遙花、今泉葉子、谷育子〈女性〉）
世界巡遊模式的可操作主角，為追求強大而報名參加PMC巴克勒公司的「基礎培訓課程」。
外表、性別與聲音可由玩家自由創造。
博蘇（Bosch，聲：夏目響平）
與原創主角同樣參加PMC巴克勒公司的「基礎培訓課程」的納夏爾青年。
烈（Retsu，聲：上田燿司）
快打旋風初登場，和隆熟識的格鬥家。
卡洛斯宮本（Karlos Miyamoto，聲：子安武人）
街頭快打2初登場，協助維持大都會市的治安，擅長用日本刀。
達姆德・斯拉舍（Damnd Thrasher，聲：杉崎亮）
街頭快打初登場，並在大都會市重建「狂暴齒輪（Mad Gear）」幫派。
愛麗莎（Elissa，聲：小市真琴）
街頭快打2初登場，因達姆德重建狂暴齒輪而回歸。
魯德拉（Rudra，聲：高橋伸也）
以大都會市西部為據點，並建立新幫派「烏鴉團」。
曾是達爾西姆的徒弟，格鬥流派也繼承於達爾西姆的瑜珈和一部份火神之力，現今自行離開師門並斷絕其關係。

### 過去系列登場角色
以下為《快打旋風V》之前系列與《餓狼傳說》系列登場的角色，雖未實裝為可遊玩角色，但依然在街機與世界巡遊模式直接登場。
尤妮（Juni，聲：河本明子）
快打旋風ZERO3初登場，過去是影羅旗下的親衛隊「Dolls」之一。
方（F.A.N.G，聲：千葉繁）
快打旋風V初登場，過去是影羅四天王之一，但影羅解體後收阿鬼為弟子，並化名方飛，也利用艾德也敵視JP。
拜森（M. Bison/Balrog，聲：鶴岡聰）
快打旋風2初登場，過去是影羅四天王之一，養育艾德的養父。
巴洛克（Balrog/Vega，聲：諏訪部順一）
快打旋風2初登場，過去是影羅四天王之一，現是拉·賽爾達家族的一員與城主。
東丈·喬（Joe Higashi，聲：三戶耕三）
餓狼傳說初登場，泰瑞的親友，對打扮成自己的冒牌者也十分在意。
布魯瑪麗（Blue Mary，聲：布萊德庫特·莎拉·惠美）
餓狼傳說3初登場，自由特務。
安迪·伯格（Andy Bogard，聲：岡本寛志）
餓狼傳說初登場，泰瑞的弟弟。

## 印象曲
〈Not on the Sidelines〉
主唱：GRP / Rocco 808 / Randy Marx
〈愛戀 心痛 堅強 2023〉
主唱：篠原涼子

## 評價
| 汇总媒体   | 得分                                  |
| ---------- | ------------------------------------- |
| Metacritic | (PC) 93/100 (PS5) 92/100 (XSX) 89/100 |

| 媒体                  | 得分   |
| --------------------- | ------ |
| Destructoid           | 9.5/10 |
| Digital Trends        | [ 6 ]  |
| Eurogamer             | [ 7 ]  |
| Game Informer         | 9.5/10 |
| Game Revolution       | 8/10   |
| GamesRadar+           | [ 10 ] |
| GameSpot              | 9/10   |
| IGN                   | 9/10   |
| PC Gamer美国          | 89/100 |
| PCGamesN              | 9/10   |
| Push Square           | [ 15 ] |
| Shacknews             | 9/10   |
| 衛報                  | [ 17 ] |
| VG247                 | [ 18 ] |
| Video Games Chronicle | [ 19 ] |

根據匯總媒體Metacritic，《快打旋風6》在Windows和PlayStation 5平台獲得「普遍讚譽」，而Xbox Series X/S平台獲得「普遍好評」。
遊戲在6月2日發售後，全球銷量達到一百萬套。